# Kein Blick Zurück
Kein Blick Zurück – kompilacja nagrań zespołu In Extremo. Płyta zawiera dodatkowo utwór Kein Sturm Hält Uns Auf, który został nagrany na potrzeby albumu.

## Wersje albumu
- Standardowa – 1 Dysk:
  - 1 CD z 15 utworami
- Limitowana – 2 Dyski:
  - CD z 15 utworami
  - CD z 8 coverami In Extremo

## Spis utworów
CD 1
1. Wind
2. Ai Vis Lo Lop
3. Vollmond
4. Herr Mannelig
5. Kein Sturm Hält Uns Auf
6. Pavane
7. Rotes Haar
8. Omnia Sol Temperat
9. Küss Mich
10. Spielmannsfluch
11. Alte Liebe
12. Hiemali Tempore
13. Mein Rasend Herz
14. Liam
15. Erdbeermund

CD 2 [Limitowana Edycja]
Płyta ta zawiera piosenki In Extremo w wykonaniu innych wykonawców.
1. Ave Maria (Blind)
2. Singapur (Götz Alsmann)
3. Rattenfänger (Grave Digger)
4. Merseburger Zaubersprüche (Ougenweide)
5. Nur Ihr Allein (Randalica)
6. Die Gier (Sibermond)
7. Mein Rasend Herz (Killing Joke)
8. Spielmann (Das Letzte Einhorn & Vince)